# Clostera anastomosis
Clostera anastomosis là một loài bướm đêm thuộc họ Notodontidae. Nó được tìm thấy ở miền Cổ bắc.

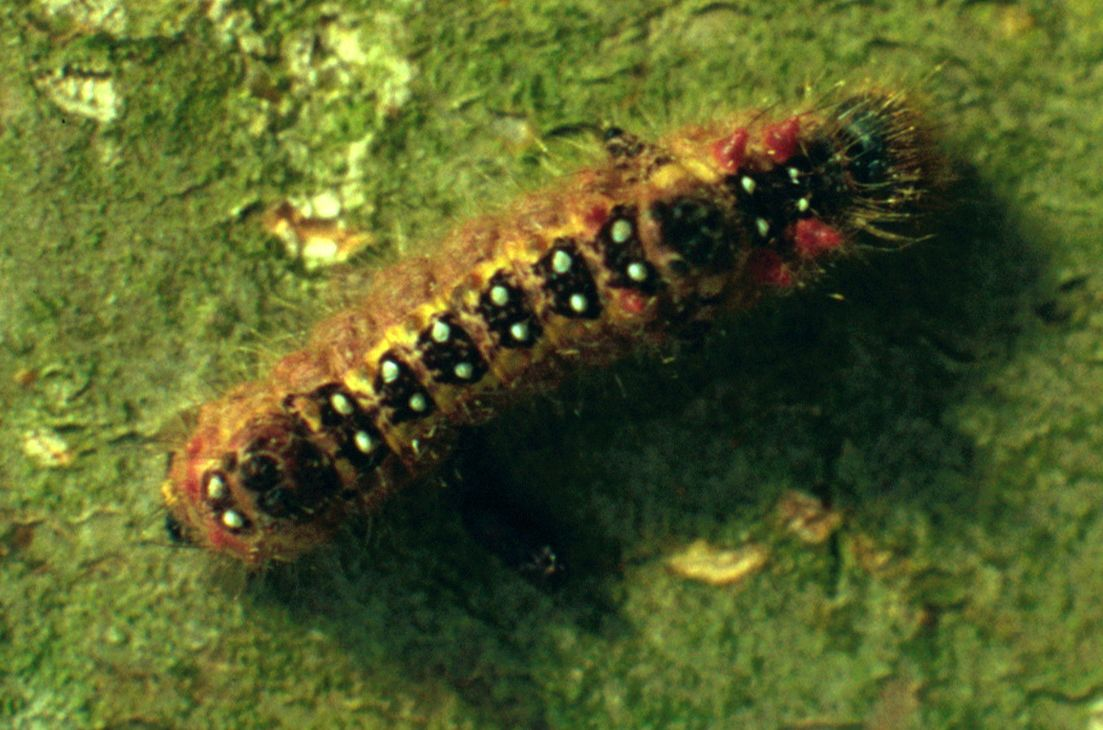
Sâu bướm.

Sải cánh dài 30–40 mm.
Ấu trùng ăn liễu và dương.

## Hình ảnh

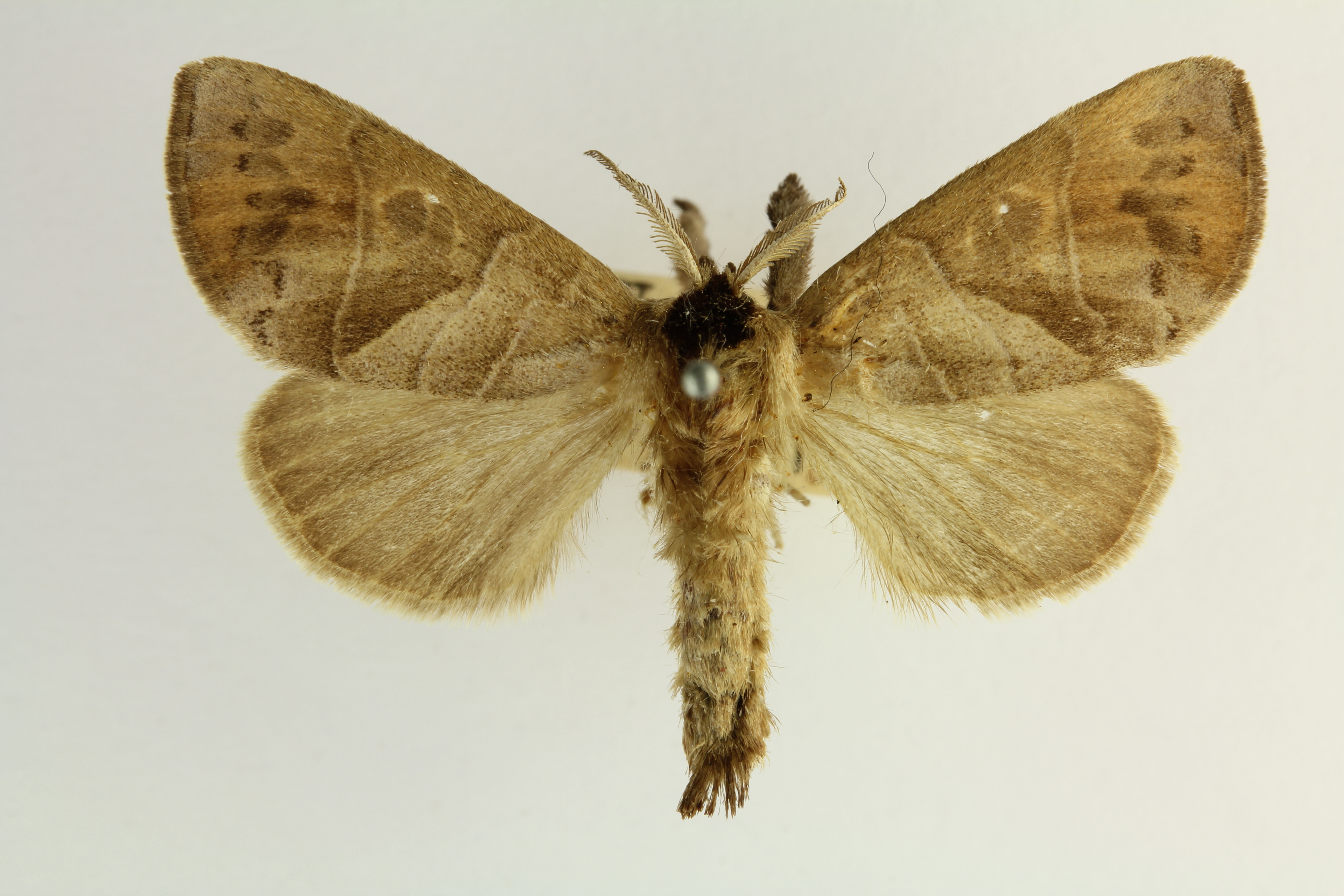
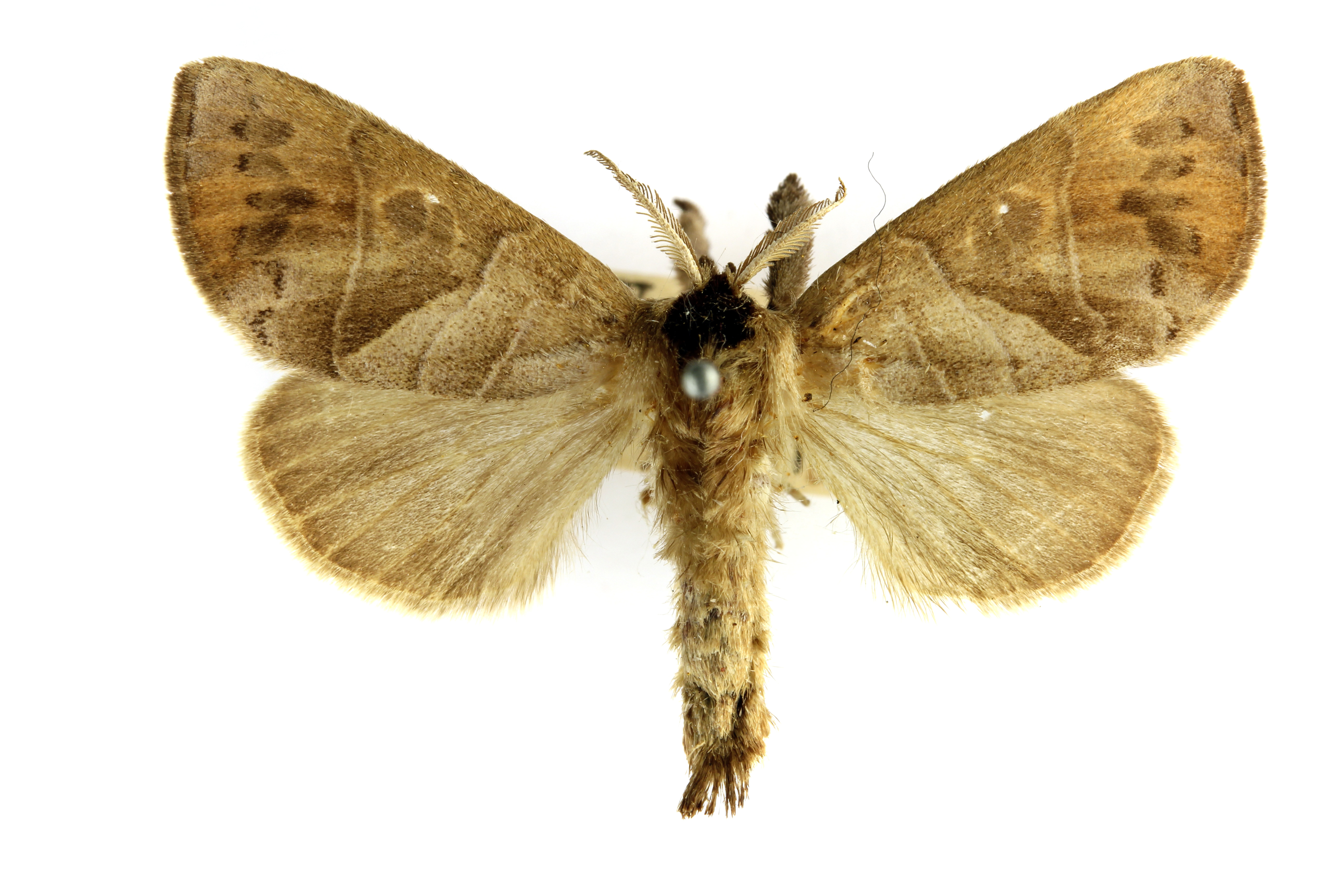